# Кингспорт (Лавкрафт)
«Кингспорт» (англ. Kingsport) — вымышленный город из творчества Говарда Филлипса Лавкрафта, который разместил его на побережье Массачусетса (в «Стране Лавкрафта»). Основное место действий произведений «Страшный старик» (1920), «Праздник» (1923) и «Загадочный дом на туманном утёсе» (1926)

## Описание
Кингспорт — старинный город на побережье в штате Массачусетс, что стоит среди каменных утёсов и поросших ивами холмов, недалеко от Аркхема. Основанное ещё в XVII веке как маленькое рыбацкое поселение, со временем он разрослось в город, который всё ещё хранил следы архитектуры колониального периода: мощёные булыжником тесные улицы со скрипучими вывесками, мансарды и фронтоны под старомодными островерхими крышами с печными трубами, шпилями и флюгерами, нависающие над тёмными улочками меж домов с ромбовидными окошками. На Централ-Хилл ранее стояла каменная конгрегационалистская церковь и кладбище, но теперь там выстроен госпиталь. На площади перед ним, как и прежде, извилистые и крутые улицы спускаются к порту, с его деревянными причалами и мостками. На берегу возвышается самый высокий утёс, на верхушке которого стоит одинокий дом, в окнах которого сверкают таинственные огни.
Кингспорт всегда окутывало множество легенд и тайн, он не избежал волны гонений колдунов и ведьм, прибывших сюда из Салема в 1692 году. Нескольких горожан повесили по обвинению в колдовстве. А в 1740-х здесь были разоблачены невыразимые обряды, проводившиеся в подземных пещерах под церковью на Централ-Хилл, — о чем ещё долго ходили самые чудовищные слухи, передававшиеся исключительно шёпотом. Но и сегодня, спустя столетия, зимними ночами в город устремляются чужаки, чтобы принять участие в древних празднествах своих предков — колдовских шабашах.
Кингспорт впервые появляется в рассказе «Страшный старик» (1920) как портовый город с несколькими улицами, полный суеверных жителей.

Лавкрафт так описывает старый Кингспорт в рассказе «Праздник» (1923):

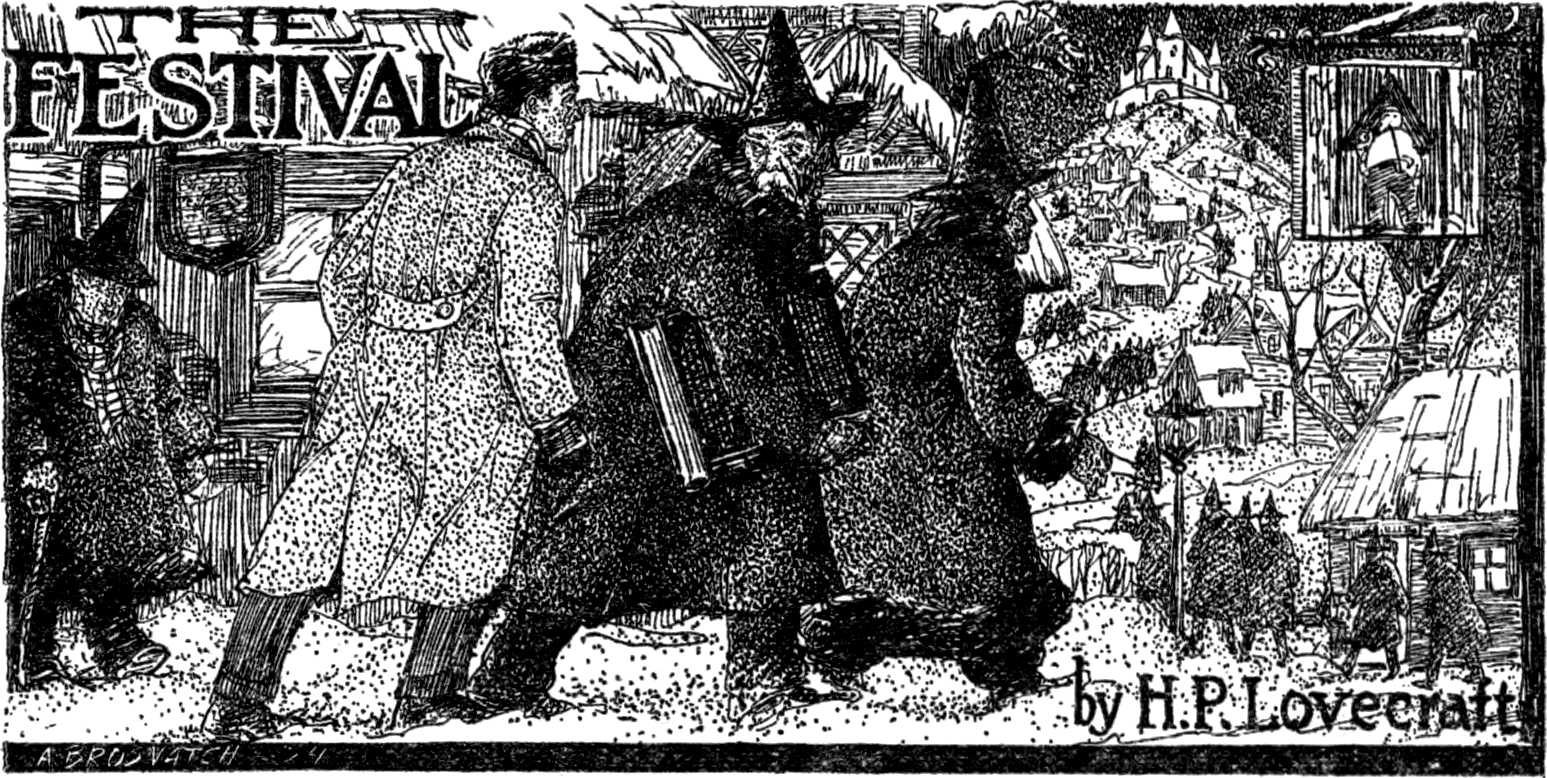
Weird Tales v05n01

- В сумерках заснеженный Кингспорт казался огромным: с затейливыми флюгерами и шпилями, старомодными крышами и дымниками на печных трубах, причалами и мостками, деревьями и погостами; с бесчисленными лабиринтами улочек, узких, извилистых и крутых, сбегающих с высокого холма в центре города, увенчанного церковью; с невообразимой мешаниной домов колониального периода, разбросанных тут и там и громоздящихся под разными углами и на разных уровнях, словно кубики, раскиданные рукой младенца.
- Античность парила на серых крыльях над посеребренными морозом кровлями. Дома с остроконечной крышей и ромбовидными окнами строили до 1650 года.

- На холме было кладбище, где стояли черные надгробия. Они зловеще вырисовывались в темноте, словно, наполовину истлевшие ногти гигантского мертвеца. Кингспорт столь стар, что его червивые недра источают подземное зло.
Лавкрафт придаёт процессии черты осьминога, хотя, это название не встречается в рассказе:
Процессия двигалась потоком по извилистой сети дорог этого невообразимо древнего города. Фигуры в рясах бесшумно лились из каждой двери и образовывали жуткие колонны, которые шествовали по улицам; скользили через проходные дворы и церковные дворики; тянулись вверх и соединялись на верхушке холма, у большой белой церкви.
В рассказе «Загадочный дом на туманном утёсе» (1926) Лавкрафт придаёт Кингспорту черты сказочного города из Страны снов:
Кингспорт окутывает туман, что поднимается из морских глубин, где скрыты подводные пастбища (англ. Dank pastures), пещеры Левиафана, и гроты Тритонов и раков-отшельников. Там в Морских городах (англ. Seaweed cities) звучат мелодии Старцев (англ. Elder Ones) и звенят колокола на бакенах в волшебном эфире фей (англ. Aether of faery). Открытый всем ветрам, утес одиноко парит в безграничном просторе. Здесь берег круто поворачивает в месте, где в море впадает Мискатоник, который течет по равнине мимо Аркхэма, неся с собой легенды далекого лесного края и мимолетные воспоминания о холмах Новой Англии. Морской народ Кингспорта смотрит на утес как и другой морской народ смотрит на Полярную звезду, Большую Медведицу, Кассиопею или Дракона. 
В рассказе «Серебряный ключ» (1926) Рэндольф Картер увидел Кингспорт с окраины Аркхема.
В повести «Сомнамбулический поиск неведомого Кадата» (1927) упоминается смотритель маяка в Кингспорте, который посещал Страну снов.
В повести «Тень над Иннсмутом» (1931) говорится, что рыбаки Кингспорта отправились ловить рыбу в Иннсмут, но не вернулись. Уилл Мюррей пишет, что Лавкрафт по разному указывал местоположение Кингспорта: иногда он рядом с Иннсмутом.

## Вдохновение

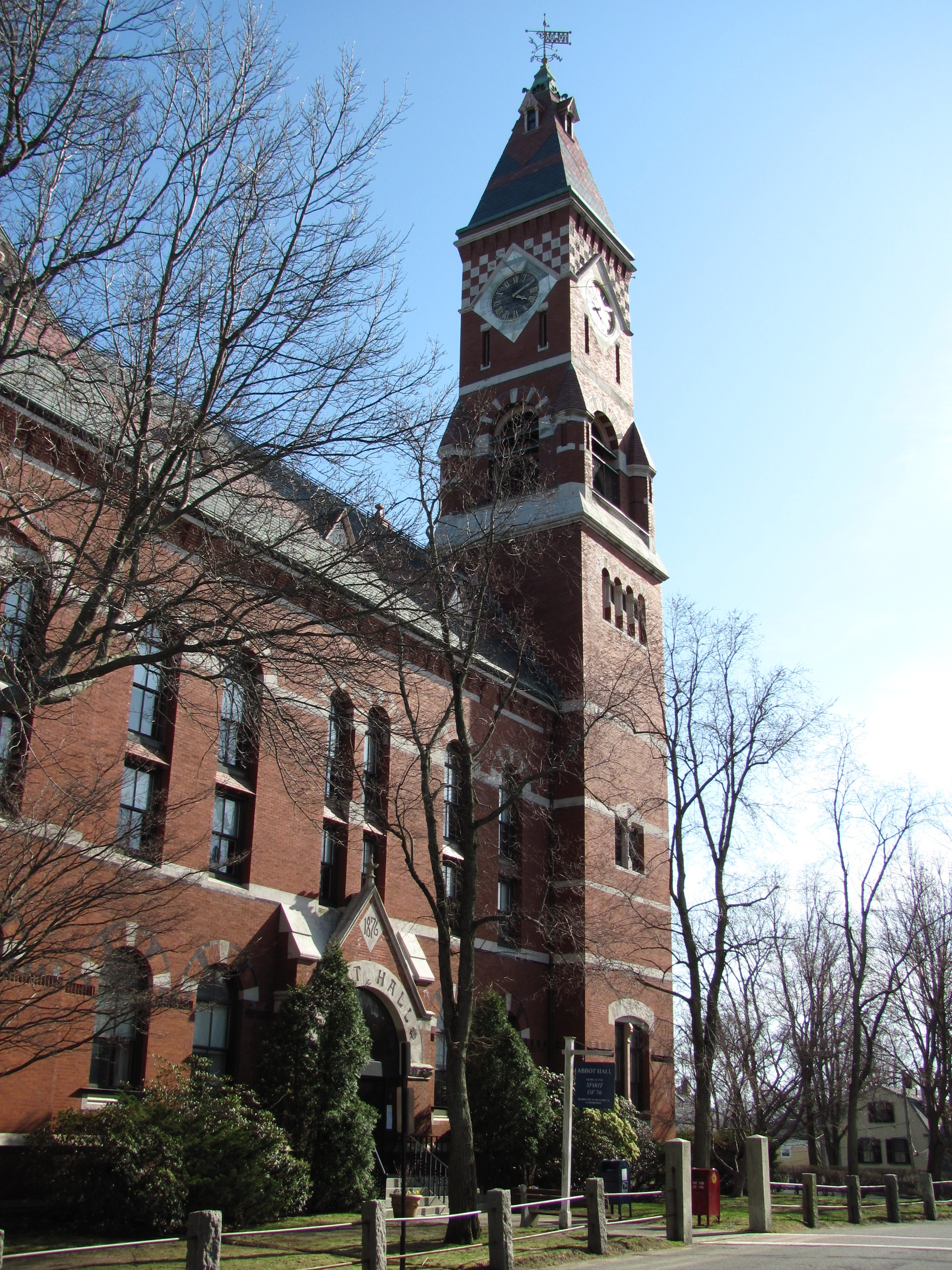
Эбботт Холл в Марблхед, Массачусетс, прототип Кингспорта

Лавкрафт описывает вымышленный Кингспорт, находясь под впечатлением от поездки в Марблхэд (что граничит в Салемом), штат Массачусетс, в декабре 1922 года, — о чем он писал:
В миг все прошлое Новой Англии, старой Англии, англо-саксонского и западного мира охватило меня и отождествило с колоссальной совокупностью образов, что никогда не видел ранее или после.
Лавкрафт писал про Кингспорт ещё до того, как увидел его реальную модель. Посетив Марблхед Лавкрафт влюбился в этот город. В 1929 году он с чувством писал о том, как увидел заснеженный город на закате: 
Я помню первый ошеломляющий взгляд на скученные и архаичные крыши Марблхеба. Действительно, этот момент — примерно с 16:05 до 16:10 17 декабря 1922 года — был самой мощной эмоциональной кульминацией за все мои почти сорок лет жизни. 
В рассказе «Праздник» путь героя соответствует маршруту к центру Марблхеда, где находится дом по адресу Маглфорд-стрит 1. Небольшая епископальная Церковь Святого Михаила (англ. St. Michael’s Church) на Магфорд стрит была построенная в 1714 году и остаётся самой старой англиканской церковью в Новой Англии, что до сих пор стоит на своём изначальном месте. Церковь находится на холме и на протяжении XVIII века у неё был шпиль, что упоминается в рассказе. В церкви до сих пор есть склеп, где похоронены прихожане. Лавкрафт лично посещал церковь (о чем свидетельствует его подпись в гостевом реестре) и, возможно, он поговорил с настоятелем, и узнал некоторые подробности для написания рассказа.
«Энциклопедия Лавкрафта» говорит, что Кингспорт с огромными скалами объединяет в себе особенности двух соседних реально существующих городов Марблхэда и Рокпорта.
В рассказе «Загадочный дом на туманном утёсе» старик упоминает Массачусетс-Бей, но это название на самом деле располагается в Англии, а залив Наррагансетт в штате Род-Айленд.

## Жители
Жители Кингспорта описаны как боязливые люди, которые избегают Страшного Старика — древнего, как сам город, сумасброда, что разговаривает с раскачивающимися в бутылках свинцовыми маятниками и бормочет в свою длинную седую бороду странные вещи о загадочном доме на окутанном туманами утёсе.
Для жителей Кингспорта вздымающиеся на севере бухты утёсы всегда служили верными ориентирами, и каждый имел своё название, например: Отец Нептун (англ. Father Neptune), Мостовая гигантов (англ. Causeway) и Оранжевый мыс (англ. Orange Point). Дом на туманном утёсе служил объектом различных толков и домыслов. Приехавший в Кингспорт философ Томас Олни рискнул взобраться на вершину утёса, а после вернулся потеряв частичку себя.

## Последователи «Мифов Ктулху»
В произведениях более поздних писателей город Кингспорт описывается как основанный в 1639 году колонистами из южной Англии и Нормандских островов, где вскоре стал морским портом и центром судостроения. Под влиянием судебных процессов над Салемскими ведьмами в 1692 году в городе повесили четырёх предполагаемых ведьм. Во время Войны за независимость США порт был ненадолго заблокирован британцами, когда городские торговцы обратились к каперству против британского флота. В XIX веке морская торговля пришла в упадок, и основной отраслью промышленности города стало рыболовство. Экономика Кингспорта продолжала приходить в упадок в XX веке и сегодня зависит в основном от туризма.